# Тувинцы в Монголии
Тувинцы в Монголии — жители тувинского происхождения, проживающие на территории Монголии. По данным переписи 2010 года, их численность составляет 5169 человек (0,2% населения страны). Больше всего тувинцев зафиксировано в сомоне Цэнгэл аймака Баян-Улгий. Подразделяются на кок-мончаков и цаатанов.

## История
Тувинцы считаются одним из коренных народов Монголии.
В виду кочевого образа жизни тувинские племена осваивали обширные территории для выпаса скота. В конце XIX века при составлении границ современного Монгольского государства часть тувинцев оказалась отрезанной друг от друга. В период с 1947 по 1952 года несколько семей перекочевали в эти места из Тоджинского района Республики Тыва, спасаясь от коллективизации, начавшейся после упразднения Тувинской Народной Республики в связи с присоединением к СССР.

## Язык
Говорят преимущественно на монгольском языке. Тувинский же употребляется, в основном, в быту.

## Хозяйство
Как и в Китае и России, тувинцы в Монголии занимаются преимущественно скотоводством.  Из домашних животных основную хозяйственную роль играют лошади, а также разводится крупный и мелкий рогатый скот. В незначительной степени развито верблюдоводство, сарлыководство и оленеводство.
Традиционным видом жилища у зарубежных тувинцев является войлочная юрта. В начале XIX века распространение получили бревенчатые и глиняные дома. В настоящее время функционируют два вида жилища: традиционная войлочная юрта и дом, который в зависимости от конкретных условий бывает либо деревянным, либо глиняным.
Кухня тувинцев мало чем отличается от кухни других народов, ведущих кочевой образ жизни. Основу их питания составляют мясные и молочные продукты. Соотношение между потребляемым количеством мяса и молочных продуктов зависит от сезона хозяйственного года, который в силу климатических условий делится на зимний (ноябрь — апрель) и летний (май — октябрь).
Традиционная одежда тувинцев сформировалась на основе переработки традиционных форм и большей частью представляет собой сочетание традиционных и региональных черт.